# Mercedes Rigla Cros
Mercedes Rigla Cros és professora titular de medicina a la Universitat Autònoma de Barcelona. Està especialitzada en el terreny de la nutrició i l'endocrinologia. Precisament d'aquesta branca de la medicina és la cap a l'Hospital Universitari Parc Taulí, a Sabadell. També destaca en el camp de la investigació de la diabetis i la tecnologia mèdica.
Rigla ha publicat molts articles al llarg de la seva carrera, que va iniciar el 1997. Un dels seus primers articles relacionava la diabetis i l'embaràs a través de l'assessorament preconcepcional a les mares. Una altra de les seves recerques analitzava si les propietats inflamatòries d'una lipoproteïna electronegativa i de baixa densitat podien tenir relació amb l'activació del factor que activa les plaquetes.
A més, també ha treballat unint esforços amb el Grup de Bioenginyeria i Telemedicina a la Universitat Politècnica de Madrid. Dins del seu camp de treball, Rigla treballa essencialment la diabetis. A causa de la seva trajectòria, ha participat en projectes finançats per la Unió Europea en aquest àmbit i relacionant-ho amb la telemedicina.
Gràcies a la seva expertesa en els temes anteriorment comentats, la Dra. Rigla Cros ha participat en diferents congressos i taules rodones. El 2019 va participar en la XII Jornada de Avances en Diabetes i a la XXIV Jornada de Diabetes en el Niño y Adolescente. En aquestes jornades, que se'n van celebrar a Madrid organitzades per la Sociedad Española de Endocrinología Pediátrica, Rigla va parlar sobre la possibilitat d'un pàncrees artificial.
A més, al llarg de les conferències i les taules rodones que es van organitzar dins del marc d'aquestes jornades, també es va parlar de les bombes d'insulina, que permeten que l'estat de salut del pacient estigui monitorat tot el temps. Tot i la seva utilitat, encara són poc accessibles per a tots els pacients. Durant les conferències la Dra. Rigla va parlar d'aquest tipus d'instrument. Les bombes d'insulina tancades són una creació que ha millorat molt la vida dels pacients.
Articles destacats: 
Mazarico, I., Capel, I., Giménez-Palop, O., Albert, L., Berges, I., Luchtenberg, F., García, Y., Fernández-Morales, L. A., De Pedro, V. J., Caixàs, A., & Rigla, M. (2019). Low frequency of positive antithyroid antibodies is observed in patients with thyroid dysfunction related to immune check point inhibitors. Journal of Endocrinological Investigation. https://doi.org/10.1007/s40618-019-01058-x Que tracta sobre la freqüència en la qual s’observen anticossos antitiroidals positius a pacients amb malfuncionament tiroidal.
Rigla, M., Pons, B., Rebasa, P., Luna, A., Pozo, F. J., Caixàs, A., Villaplana, M., Subías, D., Bella, M. R., & Combalia, N. (2018). Human Subcutaneous Tissue Response to Glucose Sensors: Macrophages Accumulation Impact on Sensor Accuracy. Diabetes Technology and Therapeutics, 20(4), 296-302. https://doi.org/10.1089/dia.2017.0321 Que tracta de la reacció del teixit subcutani als sensors de la glucosa, amb la intenció d’analitzar els resultats obtinguts en el marc de la tecnologia medicinal
Rigla, M., Elena Hernando, M., Gómez, E. J., Brugués, E., García-Sáez, G., Torralba, V., Prados, A., Erdozain, L., Vilaverde, J., & De Leiva, A. (2007). A telemedicine system that includes a personal assistant improves glycemic control in pump-treated patients with type 1 diabetes. Journal of diabetes science and technology, 1(4), 505-510. https://doi.org/10.1177/193229680700100408 Que tracta sobre la telemedicina i el seu accés a persones diagnosticades amb diabetis 1. De com pot millorar el benestar general del pacient si s’introdueix un control de la glicèmia quan es tracten amb la bomba d’insulina.